# 八王子町 (瀬戸市)
八王子町（はちおうじちょう）は、愛知県瀬戸市東名連区の町名。丁番を持たない単独町名である。

## 地理
- 瀬戸市の東部に位置する[8]。西を中畑町・窯元町、北を長谷口町、東を白坂町、南を凧山町と隣接している[8]。
- 地内には窯業原料製造・製陶工場が多い[8]。幕末の名工春岱が祀ったという春岱稲荷もある[8]。

### 河川
- 赤津川[8] ： 町の南端、凧山町との境界部を西流している。
- 木ノ下川（赤津川支流） ： 町の中央部を西流している。
- 観音川（木ノ下川支流） ： 町の北西部、窯元町との町境を南流し、町の西部で木ノ下川に注ぎ込んでいる。

- 赤津川（八王子町・凧山町境）
- 木ノ下川（八王子町内）

### 学区
市立小・中学校に通う場合、学区は以下の通りとなる。また、公立高等学校普通科に通う場合の学区は以下の通りとなる。
| 番・番地等 | 小学校                 | 中学校                 | 高等学校 |
| ---------- | ---------------------- | ---------------------- | -------- |
| 全域       | 瀬戸市立にじの丘小学校 | 瀬戸市立にじの丘中学校 | 尾張学区 |

## 歴史

### 町名の由来
昔この地に八王子宮という神社があり、町名設定の際に、その神社から「宮」の字を取り去って八王子町と名付けたとされる。

### 沿革
- 1943年（昭和18年）8月9日 - 瀬戸市大字赤津字北長谷口・南長谷口の各一部により、同市八王子町として成立[2]。

## 世帯数と人口
2025年（令和7年）3月1日現在の世帯数と人口は以下の通りである。
| 町丁     | 世帯数 | 人口  |
| -------- | ------ | ----- |
| 八王子町 | 66世帯 | 155人 |

### 人口の変遷
国勢調査による人口の推移
| 1995年（平成7年）  | 183人 | [ 12 ] |  |
| 2000年（平成12年） | 157人 | [ 13 ] |  |
| 2005年（平成17年） | 149人 | [ 14 ] |  |
| 2010年（平成22年） | 145人 | [ 15 ] |  |
| 2015年（平成27年） | 152人 | [ 16 ] |  |
| 2020年（令和2年）  | 154人 | [ 17 ] |  |

### 世帯数の変遷
国勢調査による世帯数の推移。
| 1995年（平成7年）  | 59世帯 | [ 12 ] |  |
| 2000年（平成12年） | 51世帯 | [ 13 ] |  |
| 2005年（平成17年） | 52世帯 | [ 14 ] |  |
| 2010年（平成22年） | 52世帯 | [ 15 ] |  |
| 2015年（平成27年） | 56世帯 | [ 16 ] |  |
| 2020年（令和2年）  | 60世帯 | [ 17 ] |  |

## 交通

### 鉄道
町内に鉄道は走っていない。最寄り駅は名鉄瀬戸線尾張瀬戸駅になる。

### バス
名鉄バス「本地ヶ原線」
- 【10】瀬戸駅前 - 古瀬戸 - 赤津 系統

名鉄バス「東山線」
- 【11】【12】瀬戸駅前 - 一里塚 - 赤津 系統

以上、2路線3系統共通 ： 八王子バス停・赤津バス停
- 八王子バス停
- 赤津バス停

### 道路
- 東海環状自動車道 ： 町の中央部を南北に走っている[注釈 1]。
- 愛知県道22号瀬戸環状線 ： 町の西部から県道33号と重複して東に向かい、八王子町交差点から南に向かっている[注釈 2]。
- 愛知県道33号瀬戸設楽線[8] ： 町の中央部を東西に通っている。八王子交差点から西側は県道22号と重複している。

- 八王子町交差点西側にある案内標識

## 施設
- 長谷山観音堂[8] ： 創建時期は不明であるが、江戸初期に建てられ、江戸後期に隆盛したと考えられる。門は1915年（大正4年）に修理されている[19]。
- 八王子遺跡 ： 縄文時代と平安時代・中世・近世の時期の複合遺構[20]。
- 静山 ： 織部釉を中心に作陶し、赤土に織部釉と灰釉を施し、酸化、還元、酸化…と焼成する事により、ほんのりと緋色を出した製品を作り出している[21]。
- 八王子児童遊園 ： 町の西部にある小さな公園。ブランコがある。新道の開通により、敷地が小さくなった。

- 長谷山観音堂
- 八王子遺跡
- 静山
- 八王子児童遊園

## その他

### 日本郵便
- 郵便番号 : 489-0024[6]（集配局：瀬戸郵便局[22]）。